# 黑鮟鱇
黑鮟鱇（学名：Lophiomus setigerus）為輻鰭魚綱鮟鱇目鮟鱇科的其中一種。

## 分布
本魚廣泛分布於印度太平洋海域，包括東非、南非、紅海、印度、葉門、朝鮮半島、日本北海道以南、東海、菲律賓、台灣、印尼、越南、澳洲、新喀里多尼亞等海域。

## 深度
水深30~800公尺。

## 特徵
本魚頭部寬廣平扁，軀幹特別瘦小，口極寬開於頭端；上頜明顯突出於上頜；兩頜具齒3列以上，均為倒伏；鋤骨及腭骨均具齒。體裸出富皮辫，肱骨棘為多棘。第一背鰭3棘，其中第一棘呈觸手狀，臀鰭與第二背鰭相對，具軟條5~7枚；胸鰭發達，尾鰭截形或略圓。體背黑褐色，腹面淺色；口腔粘膜黑色或暗褐色而有白斑。背、尾及胸鰭黑褐色，腹及臀鰭淡色。體長可達一公尺。

## 生態
為底棲性魚類，平時以腹鰭與胸鰭支撐魚體，停棲在礁石平台上，行動遲緩以吻觸手誘捕小魚蝦。產卵期為4~6月，產下如果凍狀的卵塊。

## 經濟利用
食用魚，尤其冬季最為美味。